# Pinacothèque nationale d'Athènes
La pinacothèque nationale d’Athènes (en grec moderne : Εθνική Πινακοθήκη), officiellement pinacothèque nationale - musée Aléxandros Soútzos (Εθνική Πινακοθήκη-Μουσείο Αλεξάνδρου Σούτζου), située dans le quartier Pangráti de la capitale grecque, abrite les chefs-d'œuvre d'art grec moderne et une collection importante de peintures et dessins de divers pays d'Europe occidentale. Elle a été fondée en 1900. Considérée unanimement comme l'un des plus hauts lieux de culture à Athènes, elle est riche aujourd'hui de près de 20 000 œuvres, grâce à une politique d'acquisition dynamique et à de nombreuses donations.

## Historique
C'est sous l'influence de Munich, à l'issue de la guerre d'indépendance, que l'idée de créer une pinacothèque nationale à Athènes prend forme. La conférence de Londres a en effet proclamé en 1832 le fils du roi Louis Ier de Bavière, Othon Ier, roi de Grèce, liant ainsi profondément Athènes et Munich.
Les premiers plans pour un musée de peinture, inspirés de l'Alte Pinakothek, sont dessinés par Leo von Klenze, architecte de Louis Ier, mais ils ne furent jamais réalisés. Le noyau de la collection de la future Pinacothèque se forme en 1840 lorsque le directeur de l'École polytechnique d'Athènes, F. Zenter, y transporte toutes les œuvres rassemblées par le premier gouverneur de Grèce, Ioánnis Kapodístrias. Ce premier ensemble s'enrichit rapidement au fil des années, grâce à de nombreux legs et donations, et notamment en 1878 lorsque l'Université fait don à l'École Polytechnique de quarante-quatre œuvres.
En 1896, le juriste et amateur d'art Aléxandros Soútzos lègue toute sa fortune et sa collection pour la création d'un musée de peinture. Cette généreuse donation conduit à la véritable naissance de la Pinacothèque en 1900 avec la création d'un poste de conservateur, occupé par le peintre Geórgios Iakovídis, revenu d'Allemagne. La Pinacothèque et l'École Polytechnique se séparent définitivement sur le plan législatif en 1909 et 1910, bien que la collection reste encore conservée dans les bâtiments de l'École.
Les décennies suivantes, de nombreuses donations et legs, provenant autant d'artistes que de collectionneurs grecs établis à l'étranger ou en Grèce, marquent le véritable essor de la Pinacothèque. En 1954, elle entre en possession du legs effectué à la fin du XIXe siècle par Aléxandros Soútzos. Dénommée désormais « Pinacothèque nationale - Musée Aléxandros Soútzos », elle gagne l'impulsion décisive pour obtenir la construction d'un nouvel édifice pour abriter et présenter ses collections.
Inauguré en 1969, le bâtiment, conçu dans l’esprit de l’architecture brutaliste de Le Corbusier par les architectes Pávlos Mylonás (el) et Dimítris Fatoúros (el), assistés par Dimítris Antonakákis, alors jeune architecte, se compose de deux volumes principaux, un parallélépipède allongé de plusieurs étages, destiné à abriter la Pinacothèque proprement dite, les expositions permanentes, les bureaux et les dépôts, et un cube de deux étages du Musée Aléxandros Soútzos, où se trouve l’entrée et qui accueille les expositions temporaires. Les deux volumes sont reliés entre eux par une étroite passerelle, formant un H asymétrique.
Les façades du bâtiment alternent le béton apparent et les surfaces revêtues de marbre blanc. Le volume le plus bas présente sur ses parties antérieure et postérieure des galeries rythmées par des piliers en béton laissé à l’état naturel, tandis que les faces allongées du volume le plus haut se caractérisent par une trame orthogonale de saillies en béton protégeant les espaces intérieurs de l’éclairage direct.
Le musée a été agrandi par un second corps de bâtiments en 1976, dans lequel se déploie la présentation permanente des collections, centrées sur l'art grec depuis l'indépendance.

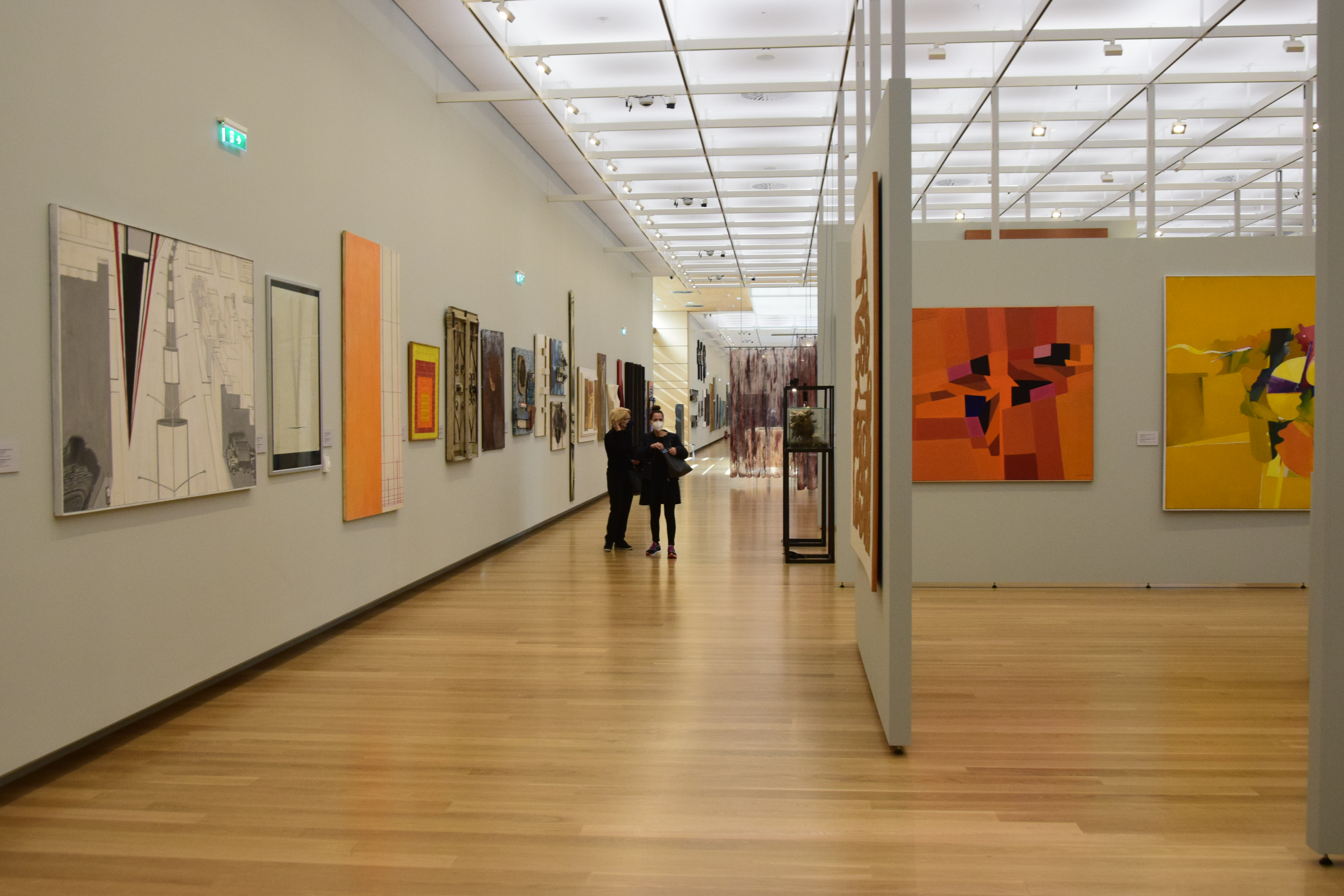
Dernier étage du musée, créé lors des travaux d'extension dans les années 2010.

La pinacothèque bénéficie d'importants travaux de rénovation et d'extension, nécessitant la fermeture du musée de 2011 à 2021. Le chantier est estimé à 59 millions d'euros, financé en partie par un don de 13 millions d'euros de la Fondation Stávros Niárchos et d'autres donateurs privés. Un étage surmonté d'un restaurant a été ajouté tandis que des salles d'exposition, des espaces de stockage et un auditorium ont été créés au sous-sol, faisant passer la superficie du musée de 9 720 m2 à 20 760 m2. L'inauguration symbolique a lieu le 24 mars 2021, veille du bicentenaire du début de la guerre d'indépendance grecque, en présence de plusieurs chefs d'État et représentants étrangers.
À la suite du décès de Marína Lambráki-Pláka (en), directrice de l'institution de 1992 à 2022, l'historienne de l'art Syragó Tsiára est nommée à la tête de la Pinacothèque nationale le 23 juin 2022.

## Lieux annexes

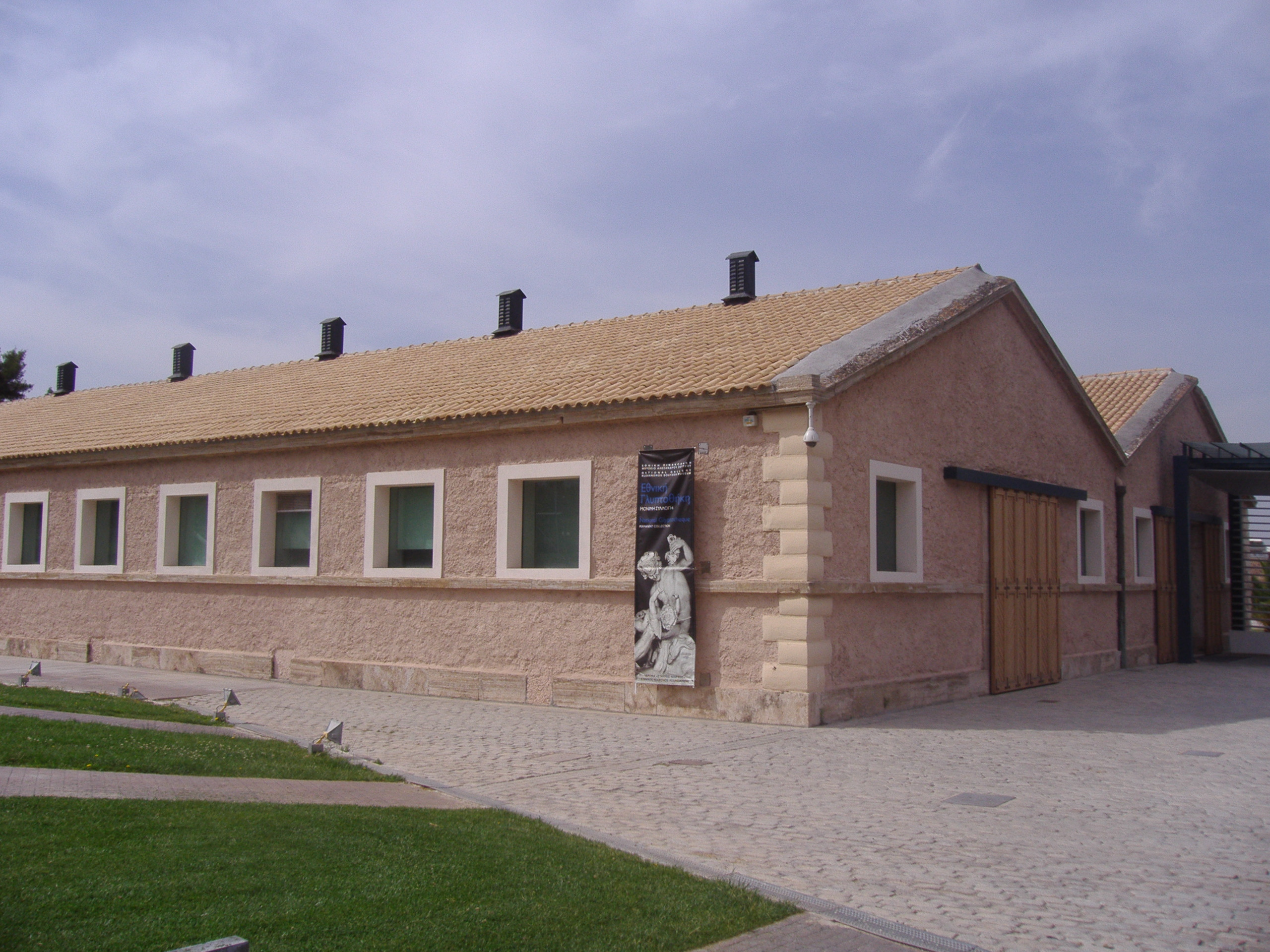
Bâtiments de la Glyptothèque nationale.

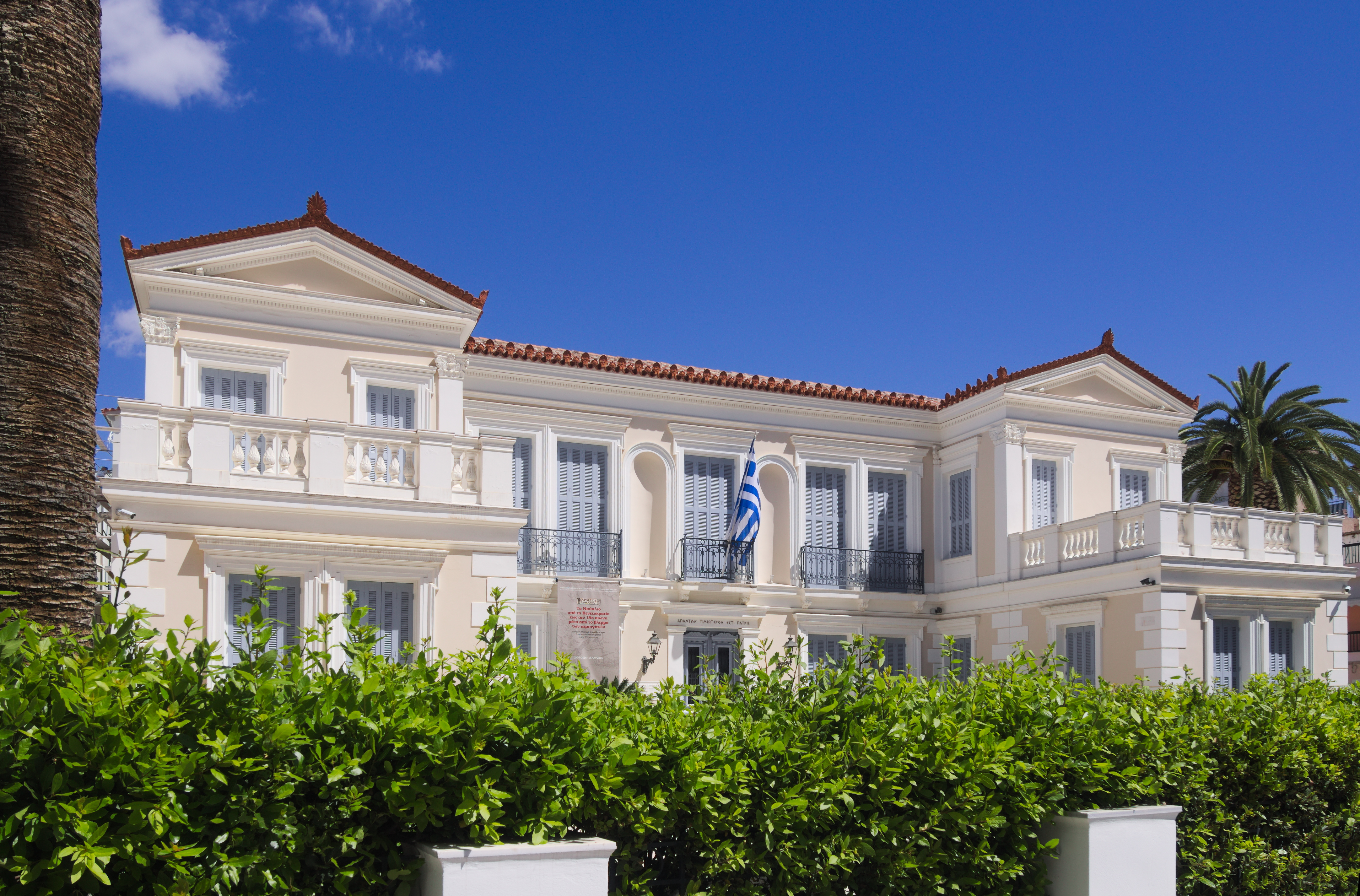
Annexe de Nauplie.

Depuis 2004, la Glyptothèque nationale de Grèce (en), située dans les anciennes écuries royales à Goudí, constitue une annexe de la Pinacothèque nationale. L'un des deux bâtiments restaurés pour accueillir les œuvres de la glyptothèque abrite une collection permanente de sculptures du XIXe et XXe siècles, tandis que le second est principalement destiné aux expositions temporaires. Plusieurs sculptures d'art moderne et contemporain sont également installées dans le parc de 6 500 m2.

En outre, quatre autres annexes de la Pinacothèque nationale sont situées hors d'Athènes, à Sparte (musée Koumantários), à Nauplie, à Corfou et à Égine (musée Chrístos Kaprálos).

## Collection
La Pinacothèque nationale d'Athènes possède une importante collection de peintures grecques du XVe au XIXe siècle, ainsi que des icônes post-byzantines, et un certain nombre de chefs-d'œuvre du peintre espagnol d'origine grecque Domínikos Theotokópoulos, dit Le Greco, dont le mythique Concert des anges, son œuvre ultime.
Les œuvres des artistes grecs emblématiques, tels Ioánnis Altamoúras, Francesco Pige (el), Nikólaos Gýzis, Théodore Ralli (en) ou Geórgios Ávlichos reflètent les tendances de la peinture grecque postérieure à l'indépendance (1830), oscillant entre tradition et modernité. Mais également d'artistes contemporains grecs ou issus de la diaspora comme Álkis Pierrákos.

La Pinacothèque nationale d'Athènes possède également un ensemble de peintures occidentales à partir du XIVe siècle. On y retrouve des œuvres importantes issues des écoles italienne (Giambattista Tiepolo, Cecco del Caravaggio, Paolo Veneziano), française (Jacques Linard, Eugène Delacroix, Henri Fantin-Latour) ou néerlandaise (Pieter Aertsen, Jan Brueghel l'Ancien, Jan Brueghel le Jeune, Jacob Jordaens, Adams Frans Van der Meulen).

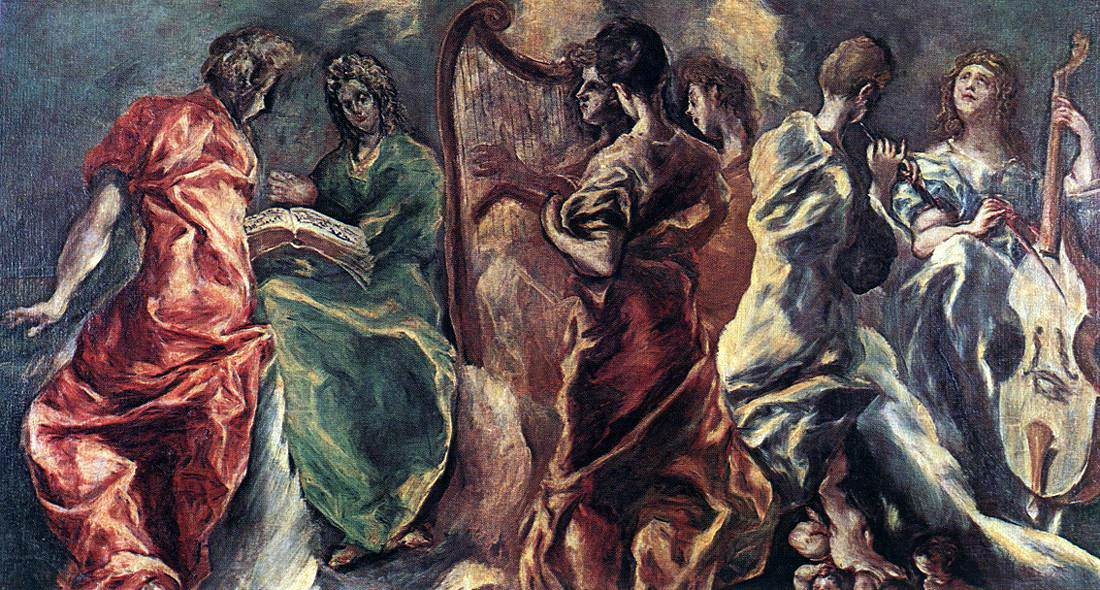
Le Greco : Le Concert des anges
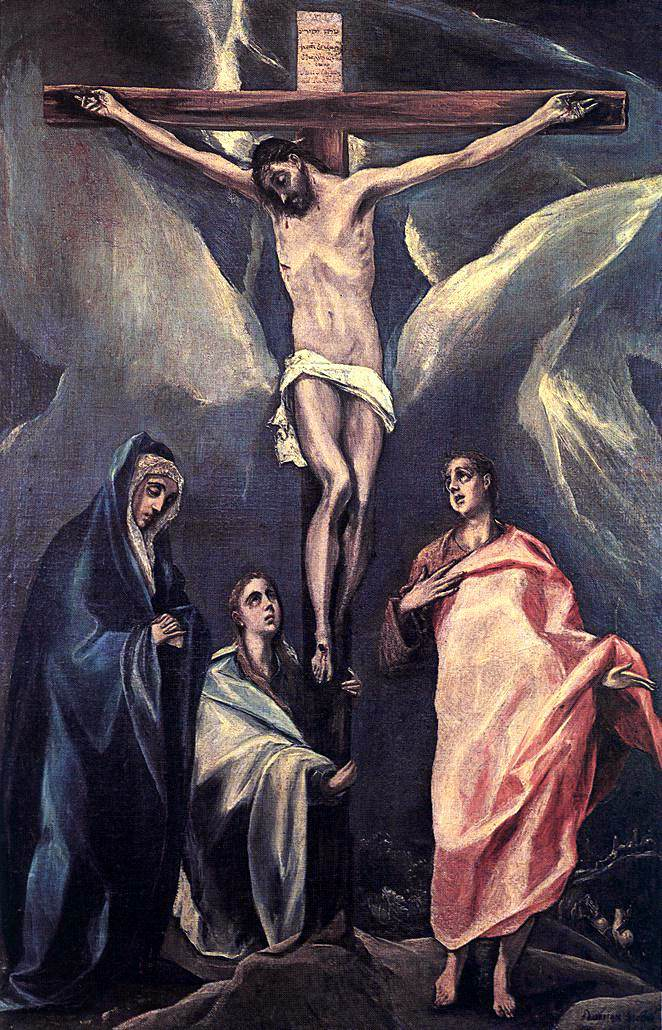
El Greco : Christ sur la Croix
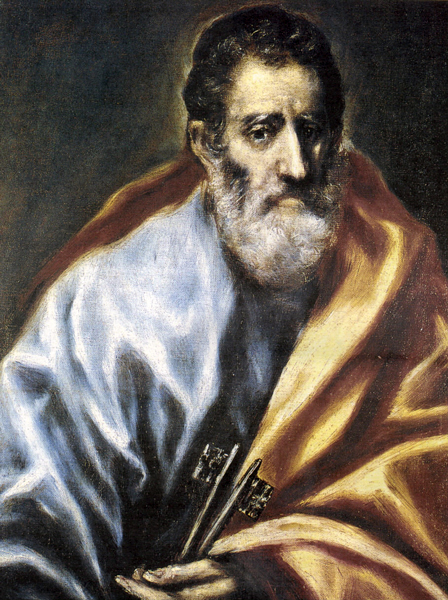
El Greco : Saint Pierre
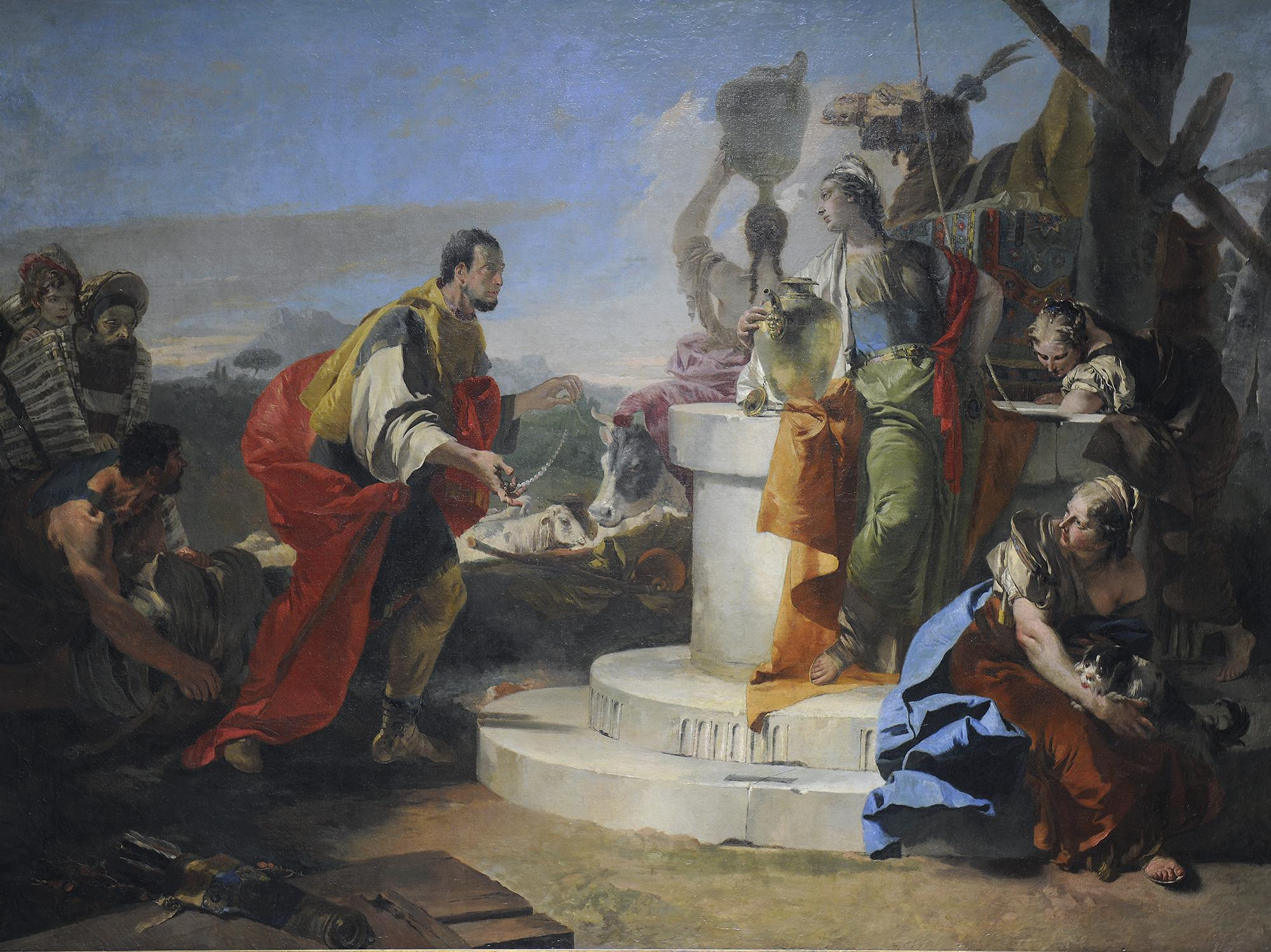
Tiepolo
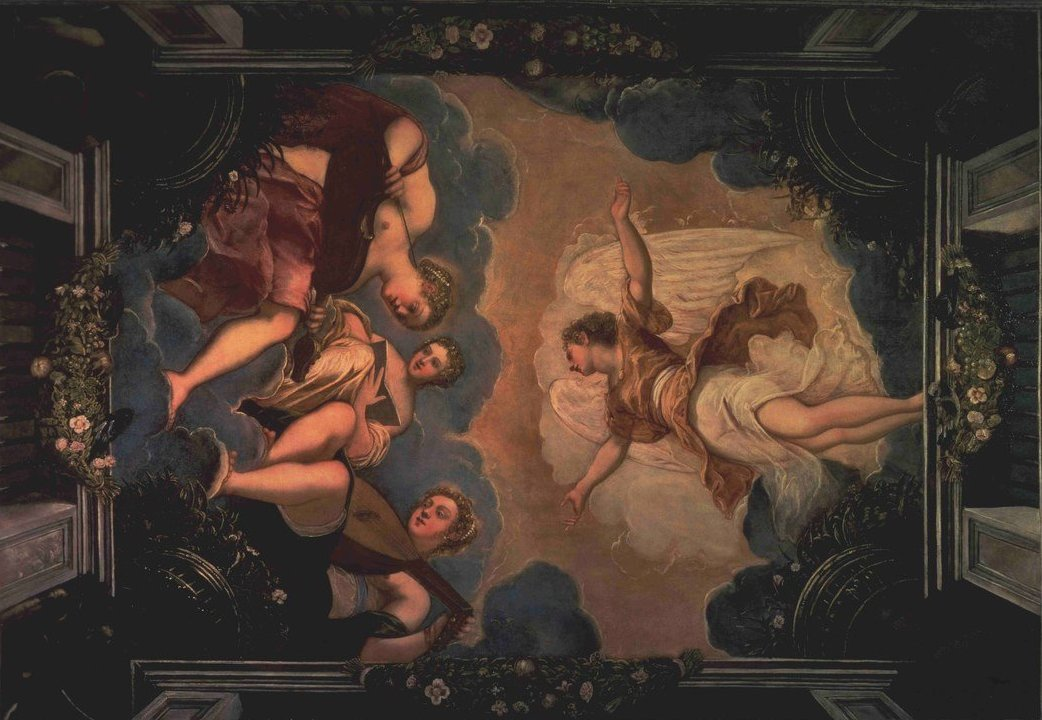
Tintoret : Allégorie de la Musique
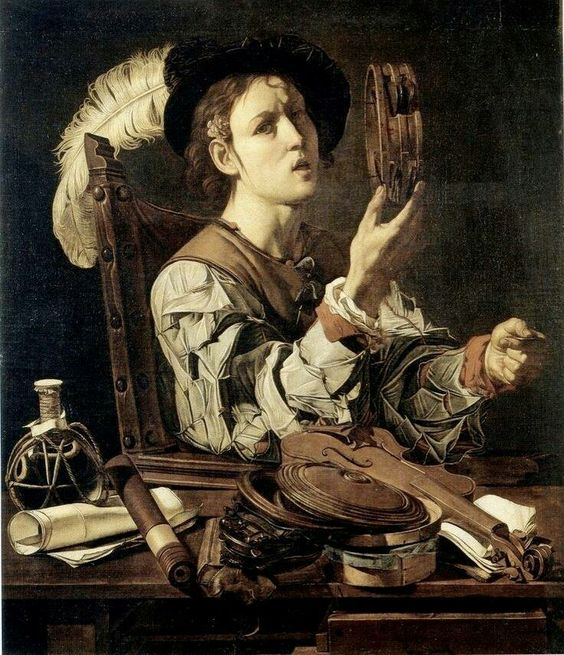
Cecco del Caravaggio : Jeune homme avec instruments de musique
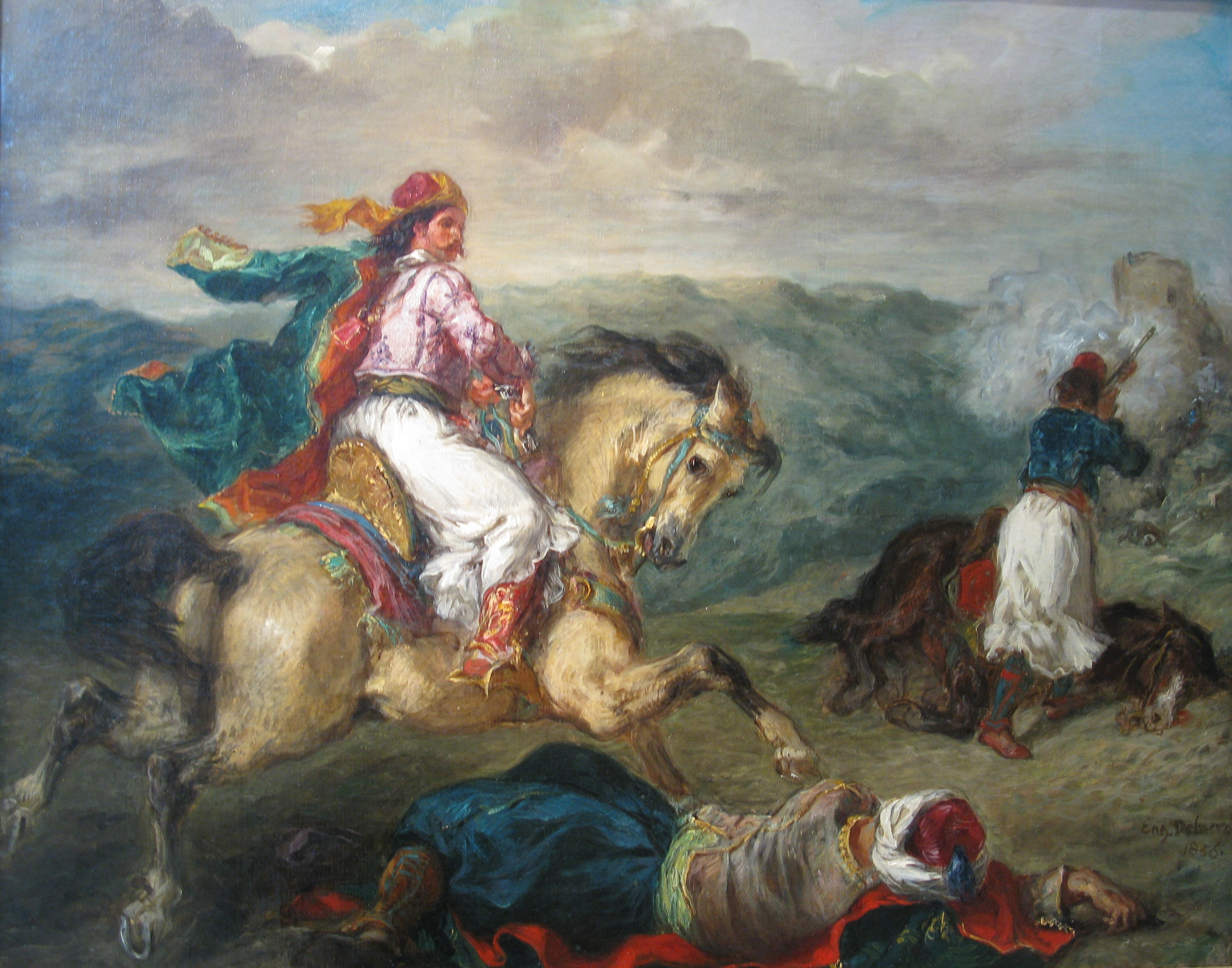
Delacroix: Guerrier Grec à cheval